# Xanthorhoe
Xanthorhoe is een geslacht van vlinders uit de familie van de spanners (Geometridae).
De soorten komen voor in tropisch Afrika.

## Soorten
Deze lijst van 284 soorten is mogelijk niet compleet.
- X. ablechra (Fletcher D. S., 1958)
- X. abrasaria (Herrich-Schäffer, 1856)
- X. abraxina (Butler, 1879)
- X. abyssinica (Herbulot, 1983)
- X. acutangulata (Christoph, 1887)
- X. aemyla (Prout, 1938)
- X. agelasta (Turner, 1904)
- X. albiapicata (Warren, 1906)
- X. albodivisaria (Aurivillius, 1910)
- X. alexandraria (Staudinger, 1892)
- X. alta (Debauche, 1937)
- X. altaica (Djakonov, 1955)
- X. alticola (Aurivillius, 1925)
- X. alticolata (Barnes & McDunnough, 1916)
- X. altispex (Prout, 1921)
- X. altitudinum (Staudinger, 1882)
- X. alluaudi (Prout, 1932)
- X. amaura (Warren, 1905)
- X. amblychroa (Turner, 1926)
- X. anaspila (Meyrick, 1891)
- X. angularia (Leech, 1897)
- X. annotinata (Zetterstedt, 1839)
- X. ansorgei (Warren, 1899)
- X. aphanta (Turner, 1918)
- X. aphelias (Prout, 1939)
- X. apollosaria (Schaus, 1912)
- X. argenteolineata (Aurivillius, 1910)
- X. argentina (Prout, 1910)
- X. argocyma (Turner, 1904)
- X. argodesma (Meyrick, 1891)
- X. aridaria (Leech, 1897)
- X. asiatica (Staudinger, 1882)
- X. barnsi (Prout, 1921)
- X. belgarum (Herbulot, 1981)
- X. bifulvata (Warren, 1906)
- X. bigeminata (Christoph, 1885)
- X. biriviata (Borkhausen, 1794)
- X. borbonicata (Guenée, 1858)
- X. borealis (Hulst, 1896)
- X. brachytoma (Prout, 1933)
- X. braunsi (Janse, 1933)
- X. brujata (Guenée, 1858)
- X. bryopis (Meyrick, 1887)
- X. cadra (Debauche, 1937)
- X. calycopis (Prout, 1933)
- X. calycopsis (Prout, 1933)
- X. callirrhoda (Fletcher D. S., 1958)
- X. callisthenes (Prout, 1922)
- X. camelias (Meyrick, 1887)
- X. campbellensis (Dugdale, 1964)
- X. castanea (Warren, 1901)
- X. cataphracta (Meyrick, 1883)
- X. cedrinodes (Meyrick, 1911)
- X. centroneura (Meyrick, 1891)
- X. cerasina (Warren, 1906)
- X. cinnabari (Howes, 1912)
- X. citroena (Clarke, 1934)
- X. clandestina (Philpott, 1921)
- X. clarata (Walker, 1862)
- X. clarkeata (Ferguson, 1987)
- X. coeruleata (Warren, 1906)
- X. columella (Druce, 1893)
- X. collumelloides (Barnes & McDunnough, 1913)
- X. conchata (Warren, 1898)
- X. conchulata (Prout, 1921)
- X. consors (Prout, 1935)
- X. corcularia (Guenée, 1868)
- X. cuneosignata (Debauche, 1937)
- X. curcumata (Moore, 1939)
- X. curcumoides (Prout, 1923)
- X. cyane (Druce, 1893)
- X. cybele (Prout, 1931)
- X. cyllene (Druce, 1893)
- X. cymozeucta (Meyrick, 1913)
- X. chiloena (Butler, 1882)
- X. chionogramma (Meyrick, 1883)
- X. chlorocapna (Meyrick, 1925)
- X. declarata (Prout, 1914)
- X. decoloraria (Esper, 1806)
- X. defensaria (Guenée, 1858)
- X. deflorata (Erschoff, 1877)
- X. dentilinea (Barnes & McDunnough, 1913)
- X. dentipostmediana (Inoue, 1954)
- X. designata (Hufnagel, 1767)
- X. discataria (Schaus, 1912)
- X. disjunctaria (de La Harpe, 1860)
- X. dissimilis (Philpott, 1914)
- X. dissociata (Walker, 1863)
- X. divisata (Walker, 1863)
- X. dodata (Cassino & Swett, 1920)
- X. edmondsii (Butler, 1882)
- X. elusa (Prout, 1939)
- X. emendata (Pearsall, 1914)
- X. emmelopis (Turner, 1941)
- X. epia (Turner, 1922)
- X. eugraphata (de Joannis, 1915)
- X. euthytoma (Prout, 1926)
- X. everetti (Warren, 1897)
- X. excelsissima (Herbulot, 1977)
- X. exorista (Prout, 1922)
- X. ferrugata (Clerck, 1759)
- X. fidonaria (Staudinger, 1892)
- X. finitima (Walker, 1862)
- X. fissiferula (Prout, 1939)
- X. fluctuata (Linnaeus, 1758)
- X. formosicola (Bastelberger, 1909)
- X. friedrichi (Viidalepp & Hausmann, 2004)
- X. frigida (Howes, 1946)
- X. frivola (Meyrick, 1913)
- X. fulvinotata (Warren, 1906)
- X. fumipennis (Hampson, 1891)
- X. gata (Dognin, 1893)
- X. gigantis (Prout, 1939)
- X. glaciata (Hudson, 1928)
- X. greeni (Prout, 1939)
- X. griseiviridis (Hampson, 1896)
- X. gynandrata (Pearsall, 1914)
- X. hampsoni (Prout, 1925)
- X. hedyphaes (Prout, 1922)
- X. heliacaria (Guenée, 1858)
- X. helias (Meyrick, 1883)
- X. heliopharia (Swinhoe, 1904)
- X. herbicolor (Prout, 1931)
- X. heteromorpha (Hampson, 1909)
- X. holophaea (Hampson, 1899)
- X. homalocyma (Meyrick, 1902)
- X. hortensiaria (Graeser, 1889)
- X. hummeli (Djakonov, 1926)
- X. hyperctenista (Prout, 1939)
- X. hyperythra (Lower, 1892)
- X. hyphagna (Prout, 1923)
- X. icterica (Djakonov, 1908)
- X. ida (Clarke, 1926)
- X. iduata (Guenée, 1858)
- X. imperviata (Walker, 1862)
- X. inaequata (Warren, 1905)
- X. inconsiderata (Staudinger, 1892)
- X. incudina (Herbulot, 1981)
- X. incursata (Hübner, 1813)
- X. insperata (Djakonov, 1926)
- X. interpositaria (Staudinger, 1892)
- X. interrufata (Warren, 1906)
- X. iolanthe (Hudson, 1979)
- X. kamtshatica (Djakonov, 1925)
- X. labradorensis (Packard, 1867)

- X. lacustrata (Guenée, 1858)
- X. latigrisea (Warren, 1897)
- X. latissima (Prout, 1921)
- X. loxocyma (Turner, 1904)
- X. lucasaria (Schaus, 1912)
- X. lucidata (Walker, 1862)
- X. lucirivata (Warren, 1903)
- X. ludifica (Warren, 1898)
- X. luminosa (Inoue, 1982)
- X. magnata (Herbulot, 1957)
- X. magnificata (Walker, 1862)
- X. majorata (Heydemann, 1936)
- X. malgassa (Herbulot, 1954)
- X. maoriaria (Hudson, 1939)
- X. mecoterma (Prout, 1938)
- X. mediofascia (Wileman, 1915)
- X. melissaria (Guenée, 1858)
- X. mesilauensis (Holloway, 1976)
- X. metoporina (Turner, 1923)
- X. mimica (Janse, 1933)
- X. mnesichola (Meyrick, 1887)
- X. modestaria (Erschoff, 1870)
- X. molata (Felder, 1875)
- X. monastica (Warren, 1906)
- X. montanata (Denis & Schiffermüller, 1775)
- X. morosa (Prout, 1933)
- X. munitata (Hübner)
- X. napassa (Dognin, 1900)
- X. nebulosa (Philpott, 1917)
- X. nephelias (Meyrick, 1882)
- X. nephodes (Meyrick, 1891)
- X. nubilosa (Warren, 1898)
- X. obarata (Felder, 1875)
- X. occulta (Philpott, 1903)
- X. oculata (Fletcher D. S., 1958)
- X. offensaria (McDunnough, 1941)
- X. olbia (Prout, 1911)
- X. oligepeles (Prout, 1939)
- X. olympusa (Druce, 1893)
- X. opertaria (Guenée, 1858)
- X. ordinaria (Walker, 1862)
- X. orophylloides (Hudson, 1909)
- X. oxybiata (Millière, 1872)
- X. oxyptera (Hudson, 1909)
- X. packardata (McDunnough, 1945)
- X. pallida (Rothschild, 1915)
- X. panassa (Druce, 1893)
- X. pantoea (Turner, 1908)
- X. paramushira (Bryk, 1942)
- X. pentodonta (Lower, 1915)
- X. percrassata (Walker, 1862)
- X. peribleta (Brandt, 1941)
- X. periphaea (Meyrick, 1905)
- X. peripleta (Brandt, 1941)
- X. persimilis (Turner, 1926)
- X. perviridis (Warren, 1896)
- X. phiara (Prout, 1921)
- X. phyxelia (Prout, 1933)
- X. picticolor (Warren, 1897)
- X. plumbea (Philpott, 1915)
- X. polimela (Druce, 1893)
- X. politula (Prout, 1922)
- X. poseata (Geyer, 1837)
- X. postpositaria (Staudinger, 1892)
- X. praepositaria (Staudinger, 1892)
- X. pratti (Prout, 1922)
- X. praxilla (Druce, 1893)
- X. procilla (Druce, 1893)
- X. procne (Fawcett, 1916)
- X. prymnaea (Meyrick, 1910)
- X. pseudannotinata (Vasilenko, 2007)
- X. pseudognathos (Herbulot, 1981)
- X. pseudognathus (Herbulot, 1981)
- X. purpureofascia (Inoue, 1982)
- X. pyrrhobaphes (Turner, 1926)
- X. quadrifasiata (Clerck, 1759)
- X. ramaria (Cassino & Swett, 1920)
- X. reclivisata (Cassino & Swett, 1920)
- X. rectantemediana (Wehrli, 1927)
- X. rectifasciaria (Lederer, 1853)
- X. rhodacris (Lower, 1902)
- X. rhodoides (Brandt, 1941)
- X. rosearia (Doubleday, 1843)
- X. ruandana (Debauche, 1938)
- X. rudnicki (Karisch & Hoppe, 2011)
- X. rufivenata (Fletcher D. S., 1958)
- X. rupicola (Wollaston, 1858)
- X. sajanaria (Prout, 1914)
- X. saturata (Guenée, 1857)
- X. scarificata (Prout, 1932)
- X. semenovi (Alphéraky, 1892)
- X. semilactescens (Inoue, 1982)
- X. semisignata (Walker, 1862)
- X. simplicata (Prout, 1929)
- X. skoui (Viidalepp & Hausmann, 2004)
- X. sodaliata (Walker, 1862)
- X. sordidata (Moore, 1888)
- X. spadicearia (Denis & Schiffermüller, 1775)
- X. spaldingaria (Grossbeck, 1907)
- X. spatuluncis (Wiltshire, 1982)
- X. spatuluncus (Wiltshire, 1982)
- X. stinaria (Guenée, 1868)
- X. stricta (Philpott, 1915)
- X. strumosata (Guenée, 1858)
- X. stupida (Alphéraky, 1897)
- X. subductata (Walker, 1862)
- X. subflava (Howes, 1917)
- X. subidaria (Guenée, 1858)
- X. sublesta (Prout, 1932)
- X. submaculata (Warren, 1902)
- X. subobscurata (Walker, 1862)
- X. succerasina (Prout, 1916)
- X. tamsi (Fletcher D. S., 1963)
- X. tauaria (Staudinger, 1882)
- X. tianschanica (Alphéraky, 1883)
- X. transcissa (Warren, 1902)
- X. transjugata (Prout, 1923)
- X. transpositaria (Aubert, 1962)
- X. tricolorata (Dognin, 1902)
- X. trientata (Warren, 1901)
- X. tristis (Djakonov, 1926)
- X. trusa (Prout, 1939)
- X. tuta (Herbulot, 1981)
- X. ulingensis (Yang, 1978)
- X. umbrosa (Philpott, 1917)
- X. uralensis (Choi, 2003)
- X. vacillans (Herbulot, 1954)
- X. vacuaria (Guenée, 1858)
- X. vana (Prout, 1926)
- X. venipunctata (Walker, 1863)
- X. veraria (Warren, 1908)
- X. vicissata (Guenée, 1857)
- X. vidanoi (Parenzan & Hausmann, 1994)
- X. vinosa (Warren, 1907)
- X. vulgaris (Rothschild, 1915)
- X. wellsi (Prout, 1928)
- X. wiltshirei (Brandt, 1941)
- X. xerodes (Meyrick, 1891)
- X. zenasaria (Schaus, 1912)